# Telescopio Victor M. Blanco
Il telescopio Victor M. Blanco è un telescopio riflettore con specchio del diametro di 4 m, situato all'osservatorio di Cerro Tololo in Cile. Costruito tra il 1974 e il 1976, questo telescopio è basato sul Telescopio Mayall, anch'esso di 4 metri, situato a Kitt Peak. Nel 1995 è stato titolato all'astronomo portoricano Víctor Manuel Blanco. È stato il più grande telescopio dell'emisfero australe fino al 1998, quando è stato superato dal Very Large Telescope dell'ESO. Attualmente lo strumento principale è la Dark Energy Camera (DECam), usata nella Dark Energy Survey e che ha visto la prima luce nel settembre 2012.